# Martin Burns
Martin "Farmer" Burns (15 février 1861 - 8 janvier 1937) était un catcheur professionnel américain, champion du monde de catch-as-catch-can et connu aussi comme entraîneur et professeur de catch.

## Carrière
Né dans le comté de Cedar dans l'Iowa, il commence le catch adolescent et gagne de l'argent en voyageant à travers le Midwest en combattant dans les fêtes foraines et les foires commerciales.
Comme professionnel, il a remporté le titre de American Heavyweight Championship en battant Evan "Strangler" Lewis en 1895 et gardé le titre pendant trois ans. Martin Burns lui-même prétendait avoir combattu dans plus de 6 000 matches et déclarait en avoir uniquement perdu six[réf. nécessaire].
Après la fin de sa carrière active de catcheur il crée avec succès une école de catch à Omaha dans le Nebraska et plus tard enseigne au lycée de Cedar Rapids à Washington pour le premier vrai titre d'une compétition de catch dans un lycée de l'Iowa.

## Décès
Il meurt à Council Bluffs en 1937. En 2002, Martin "Farmer" Burns est intronisé au Wrestling Observer Hall of Fame et en 2003 au Professional Wrestling Hall of Fame and Museum (catégorie 'Pionnier').